# Chris Kramer (acteur)
Pour les articles homonymes, voir Chris Kramer.
Chris Kramer est un acteur canadien né le 14 mai 1975 à Regina au Canada.

## Filmographie

### Cinéma
- 2000 : See Bob Run : Alex
- 2007 : Afghan Knights : Jonathan
- 2009 : Stellina Blue : Jack Taylor

### Télévision
- 2000 : Chérie, j'ai rétréci les gosses (Honey, I Shrunk the Kids: The TV Show) (série télévisée) : Dylan
- 2000 : First Wave (série télévisée)
- 2000 : Sept jours pour agir (Seven Days) (série télévisée) : Billy
- 2001 : Dark Angel (série télévisée) : Mike, Guy in Car
- 2002 : Close to Home : Juste Cause (série télévisée) : Lyle
- 2003 : La Treizième Dimension (The Twilight Zone) (série télévisée) : M.. Smith
- 2003 : Stargate SG-1 (série télévisée) : Pilot #2
- 2004 : Cable Beach (TV) : Ben Sheffield
- 2004 : The Chris Isaak Show (série télévisée) : Tony
- 2004 : Century City (série télévisée) : Jake
- 2004 : The Ranch (TV) : Baxter
- 2005 : Dead Zone (The Dead Zone) (série télévisée) : Mitch Stanton
- 2005 : Cœurs emprisonnés (Captive Hearts) (TV) : Jimmy Kelsoe
- 2005 : Un inconnu dans mon lit (Stranger in My Bed) (TV) : Ryan Hansen
- 2006 : Le Messager des ténèbres (The Collector) (série télévisée) : Morgan Pym
- 2006 : Vengeance du passé (Circle of Friends) (TV) : Harry
- 2006 : Her Fatal Flaw (TV) : Det. Mark Farrow
- 2007 : 24 heures chrono (24) (feuilleton TV) : Stuart Pressman
- 2007 : Saving Grace (série télévisée) : Danny
- 2008 : Jericho (série télévisée) : Chavez
- 2010 : Prêt à tout (Elopement) (TV) : Mark